# Петценкирхен
Петценкирхен (нем. Petzenkirchen) — ярмарочная коммуна (нем. Marktgemeinde) в Австрии, в федеральной земле Нижняя Австрия. 
Входит в состав округа Мельк.  Население составляет 1331 человек (на 31 декабря 2005 года). Занимает площадь 2,89 км². Официальный код  —  31531.

## Политическая ситуация
Бургомистр коммуны — Лисбет Керн (СДПА) по результатам выборов 2005 года.
Совет представителей коммуны (нем. Gemeinderat) состоит из 19 мест.
- СДПА занимает 12 мест.
- АНП занимает 7 мест.